# هالو

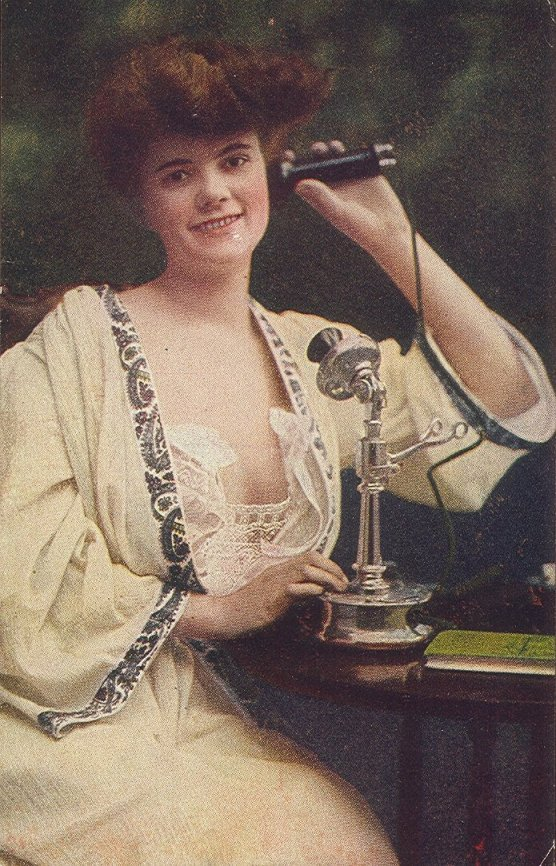
سيدة تتحدث بالهاتف.

هالو آلو، Hello، هي كلمة ترحيب أو تحية في اللغة الإنجليزية. وبُدئ استخدامها في ثلاثينيات القرن الثامن عشر.

## أول استخدام
استخدمت كلمة هالو Hello، بتلك التهجئة بالحروف اللاتينية لأول مرة في عام 1826. واستُخدمت أيضا عام 1833 في كتاب أمريكي يُدعى The Sketches and Eccentricities of Col. David Crockett, of West Tennessee, الذي أعيد طبعه في نفس السنة في جريدة لندن الأدبية (The London Literary Gazette)
Literary Gazette|.
انتشر استخدام الكلمة في عقد 1860.

## الهاتف
في 15 أغسطس 1877 صاغ توماس إديسون كلمة هلو Hello، ككلمة تحية في الهاتف. وقد اقترح استخدامها لرئيس شركة التلغراف لإجابة الهاتف بدلاً من «آهوي، آهوي Ahoy, ahoy» (المستخدمة في السفن) والتي اقترحها ألكسندر غراهام بيل. إلا أن توماس إديسون في 15 أغسطس 1877 كتب رسالة إلى ت.ب.أ. داڤيد، رئيس شركة تلغراف المنطقة الوسطى في بيتسبرغ بولاية بنسيلفانيا:
| هالو | صديقي ديڤيد، لا أعتقد أننا سنحتاج جرساً للمناداة، إذ أن كلمة هلو يمكن سماعها على بعد 10 إلى 20 قدم من الهاتف. ما رأيك؟ إديسون ملحوظة: الثمن المبدئي لتصنيع المرسل والمستقبل هو فقط $7.00 دولارات. | هالو |

وبحلول 1889، كانت مشغلات سنترالات التلفون يُسمون 'فتيات هلو' بسبب الربط بين التحية والهاتف.

### في اللغات المختلفة
تستخدم كلمة آلو أو هلو في مختلف اللغات كرد على الهاتف أو ككلمة ترحيب.
| اللغة        | النظير               | الاستخدام                                    |
| ------------ | -------------------- | -------------------------------------------- |
| الأفريقانية  | هالو hallo           |                                              |
| بالألبانية   | ألو alo              | للرد على الهاتف                              |
| بالعربية     | آلو ālō              | للرد على الهاتف                              |
| بالبنغالية   | হ্যালো هلو              | للرد على الهاتف                              |
| بالبلغارية   | ало (ألو)            | للرد على الهاتف                              |
| بالكتالنية   | هلو hola!            | تحية غير رسمية                               |
| بالكرواتية   | هالو؟ halo?          | للرد على الهاتف                              |
| بالدنماركية  | هالو hallo!          | للرد على الهاتف                              |
| بالهولندية   | هالو hallo!          | تحية عامة، وغالبا لا تستخدم للرد على الهاتف. |
| Esperanto    | ها لو ha lo?         | للرد على الهاتف                              |
| بالإستونية   | هالو hallo; halloo   | للرد على الهاتف                              |
| بالفنلندية   | هالو haloo?          | للرد على الهاتف                              |
| بالفرنسية    | ألو allô?            | للرد على الهاتف                              |
| بالألمانية   | هالو Hallo!          |                                              |
| بالفلبينية   | هلو helo!            |                                              |
| بالعبرية     | هالو Helo            | للرد على الهاتف، وتحية غير رسمية             |
| هندية شمالية | Haanjee!             | للرد على الهاتف                              |
| بالآيسلندية  | هالو Halló           | للرد على الهاتف                              |
| بالآيرلندية  | هلو Heileo           | استخدام نادر                                 |
| باليابانية   | ハロー (هرو)         | كلمة ترحيب غير رسمية                         |
| بالليتوانية  | ألو alio?            | للرد على الهاتف                              |
| بالمقدونية   | ало (ألو)            | للرد على الهاتف                              |
| بالنرويجية   | هالو hallo!          | تحية عامة                                    |
| بالفارسية    | الو alo              | للرد على الهاتف                              |
| بالبولندية   | هالو halo            | للرد على الهاتف                              |
| بالبرتغالية  | alô?                 | للرد على الهاتف (فقد في البرازيل)            |
| بالرومانية   | ألو alo              | للرد على الهاتف                              |
| بالروسية     | алло (ألو), алё      | للرد على الهاتف                              |
| بالصربية     | хало/هالو            | للرد على الهاتف                              |
| بالإسپانية   | هولا ¡hola!          | للرد على الهاتف                              |
| بالإسپانية   | ¿aló?                | (أمريكا اللاتينية) للرد على الهاتف           |
| بالسويدية    | hallå!               |                                              |
| بالتركية     | ألو alo!             | للرد على الهاتف                              |
| بالإيطاليه   | ألو أو مستعد Pronto! | للرد على الهاتف                              |
| بالمغربية    | ألو Alo أو فين Feen  | للرد على الهاتف                              |

## وصلات خارجية
- أكثر من 800 كلمة ترحيب
- OEDموقع اون لاين (هيلو)hollo)
- قاموس ويبستير: hollo, hullo
- How to Say Hello Around the World - مجلة الحياة